# UFAG C.I
UFAG C.I літак-розвідник Цісарсько-королівські повітряні сили Австро-Угорщини періоду Першої світової війни.

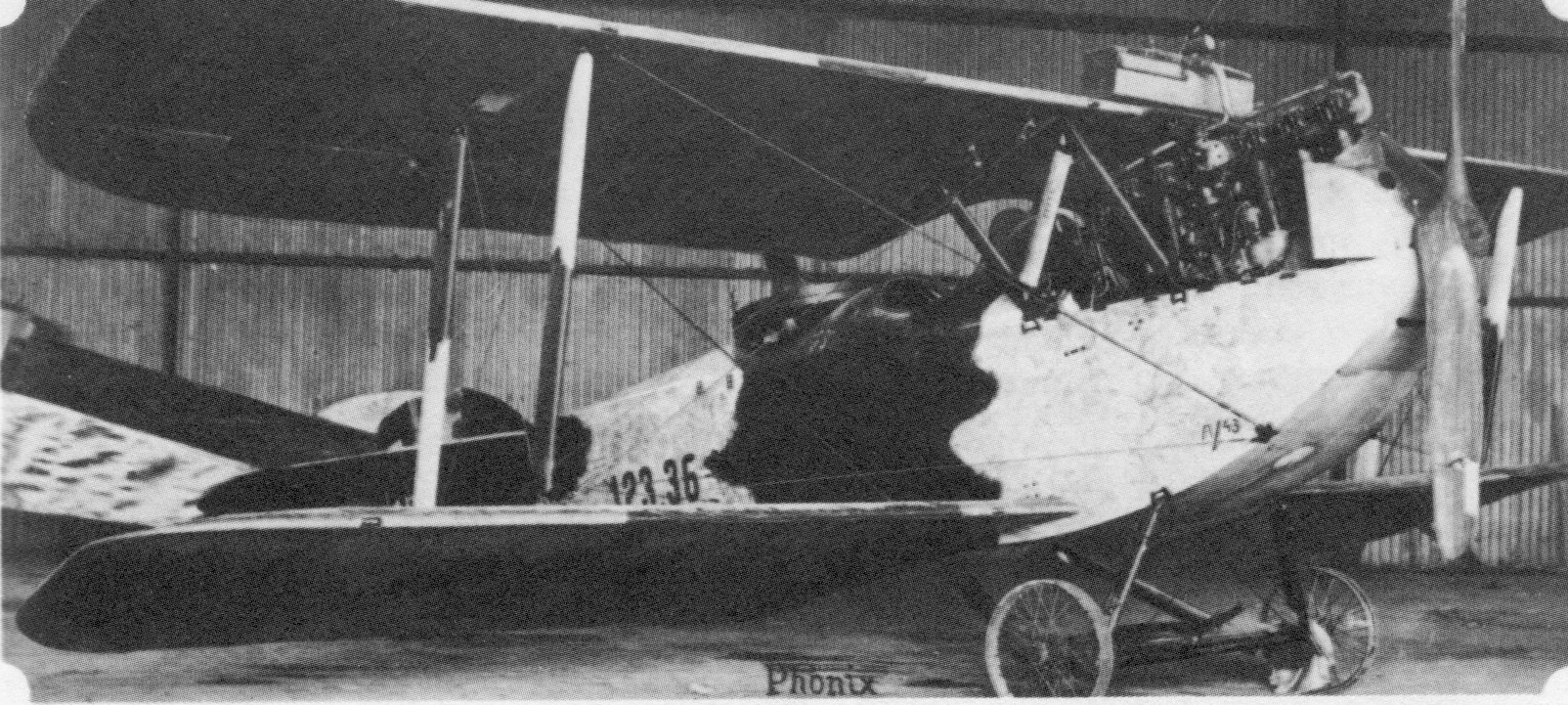

Влітку 1917 його розробила компанія Albertfalva з Будапешту. З квітня 1918 почато виробництво літака. По ліцензії виготовляла компанія Phoenix Flugzeugwerke (40 шт.). Використовувався в основному на Італійському фронті. Загалом вироблено 166 літаків.

## Тактико-технічні характеристики
Основні характеристики
- Екіпаж: 1 пілот
- Пасажиромісткість: 1 стрілець
- Довжина: 7,2 м
- Висота: 2,92 м
- Розмах крила: 10,69 м

- Площа крила: м²
- Маса порожнього: 750 кг
- Нормальна злітна маса: 1 050 кг

Льотні характеристики
- Максимальна швидкість: 190 км/год
- Крейсерська швидкість: * Тривалість польоту: 3 години
- Практична стеля: 4900 м

Озброєння
- Стрілецько-гарматне: 2-3 × 7,92  мм кулемета